# Aphelonema robusta
Aphelonema robusta är en insektsart som beskrevs av Caldwell 1945. Aphelonema robusta ingår i släktet Aphelonema och familjen Caliscelidae. Inga underarter finns listade i Catalogue of Life.